# Mai Lin
Mai Lin (Oakland, California; 22 de junio de 1953) es una exactriz pornográfica estadounidense de ascendencia asiática que realizó varias películas para adultos desde 1970 hasta alrededor de mediados de 1990.
En 2005, Mai Lin fue inducida al Hall of Fame de Adult Video News También fue inducida en el Legends of Erotica Hall of Fame en 2005 y en el Hall of Fame de X-Rated Critics Organization en 2007.